# Gunhild Hagestad
Gunhild Oline Hagestad (* 6. November 1942 in Birkenes) ist eine norwegische Hochschullehrerin und Soziologin. Ihre Arbeit konzentriert sich auf Fragen rund um Familien, Altern und Generationen.

## Leben
Hagestad wuchs in Birkenes in Südnorwegen auf. Sie studierte zunächst Soziologie, Ethnologie und Pädagogik an der Universität Oslo, zog jedoch während ihres Studiums gemeinsam mit ihrem ungarischen Ehemann in die USA. Dort erhielt sie an der University of Minnesota im Jahr 1972 einen Masterabschluss und 1975 promovierte sie schließlich dort. Anschließend war sie an dieser Universität bis 1978 als außerordentliche Professorin (associate professor) tätig. Den gleichen Posten hatte sie danach auch zwischen 1978 und 1987 an der Northwestern University in Chicago inne.
Nachdem ihre Töchter erwachsen geworden waren und sie sich von ihrem Mann scheiden ließ, kehrte Hagestad wieder nach Norwegen zurück, wo sie zunächst bis 1989 Forschungsleiterin am Institut für Gesellschaftsforschung wurde. Anschließend arbeitete sie bis 1993 in Teilzeit als Professorin an der Universität Oslo und stieg dann zur Professorin in Vollzeit auf. Da sie jedoch eine Krebserkrankung hatte und ihr Leben dieser Situation anpassen musste, beendete sie ihre Tätigkeiten in Oslo und nahm eine Professur in ihrer Heimat bei der Universität Agder an. Zudem hatte sie weiter eine Teilzeitstelle an der Northwestern University inne. Sie ist Ehrendoktorin an der Universität Agder, wo sie bis 2010 als Professorin tätig war. Danach begann sie an der Hochschule Akershus zu forschen. Im Jahr 2013 wurde sie als dritte Europäerin von der American Sociological Association für ihre Forschung ausgezeichnet.

## Forschung
Hagestads Forschung behandelt unter anderem die Veränderung der Familienstruktur und der Lebensläufe im Angesicht einer älter werdenden Gesellschaft. Weitere Themen sind die Auswirkungen von Scheidungen und die Verteilung von Aufgaben in Dreigenerationen-Familien.

## Auszeichnungen
- 2013: Preis der American Sociological Association für hervorragende Forschung
- 2015: Ehrenpreis der norwegischen Soziologenvereinigung[3]

## Werke
- 1970: Teachers manual for the sociological perspective
- 1975: Middle aged women and their children. Exploring changes in a role relationship. (PhD-Abhandlung)
- 1985: The adult years. Continuity and change (mit Schlossberg, Siegler, Troll, Hiner und Barron)
- 1991: Familiers alders- og generasjonsstruktur